# Argées
Dans la Rome antique, les Argées (en latin : Argēi, -ōrum, masculin pluriel) étaient des endroits de Rome destinés à certains sacrifices.

## Histoire
Simulacres d'hommes, en osier, les Argées servaient de victimes de substitution. 
Le culte des Argées consistait en deux cérémonies.
Tous les ans, aux ides de mars, autour de ces endroits, avait lieu une procession à laquelle l'épouse du flamine de Jupiter, la flaminique (flaminica dialis), assistait en costume de deuil.
Tous les ans, aux ides de mai, les prêtes jetaient dans le Tibre, du haut du pont sacré (Sublicius), 24 à 30 de ces figures. 
La légende veut qu'à l'origine, les aborigènes des bords du Tibre jetaient dans le fleuve tous les Grecs ou Argiens qui abordaient chez eux. Hercule les fit renoncer à ces barbares sacrifices et les persuada de substituer des figures d'osier aux victimes humaines.
Selon Albert Grenier, la procession des Argées a lieu le 16 Mai. Mais au temps d'Ovide, la cérémonie a lieu en Mars, "bien qu’il s’agisse d’une fête de Saturne, l’époux préhistorique de la Terre-Mère. Elle semble conserver le souvenir de sacrifices humains. Les Argées, dont les vingt-quatre ou vingt-sept chapelles sont visitées par la procession, auraient été primitivement des victimes précipitées dans le Tibre du haut du pont Sublicius, sacrifices par suffocation, sans effusion de sang. Hercule aurait enseigé de substituer des mannequins aux victimes humaines. La Flaminica, femme du flamen Dialis, suivait la procession les cheveux en désordre, alors que le rituel lui imposait toujours une coiffure ou même une perruque formant diadème. Que signifiait ce mot d’Argée? Des Grecs, des Argiens, a-t-on supposé, ou plutôt des vieillards, de quedque vieux mot latin de même racine que le grec ἀργός, blanc ou oisif? Il s’agirait d’un rite débarrassant la cité de membres inutiles. On est réduit à des suppositions.”

## Liste des Argées
- Regio Suburuna :
  - Premier sanctuaire : Caelius mons ;
  - Troisième sanctuaire : inconnu ;
  - Troisième sanctuaire : inconnu ;
  - Quatrième sanctuaire : Caeriolensis ;
  - Cinquième sanctuaire : inconnu ;
  - Sixième sanctuaire : inconnu ;
- Regio Esquilina :
  - Premier sanctuaire : Opius mons
  - Troisième sanctuaire : inconnu
  - Troisième sanctuaire : Opius mons
  - Quatrième sanctuaire : Opius mons
  - Cinquième sanctuaire : Cespius mons
  - Sixième sanctuaire : Cespius mons
- Regio Collina :
  - Premier sanctuaire : inconnu ;
  - Deuxième sanctuaire : inconnu ;
  - Troisième sanctuaire : collis Quirinalis
  - Quatrième sanctuaire : collis Salutaris
  - Cinquième sanctuaire : collis Mucialis
  - Sixième sanctuaire : collis Latiaris
- Regio Palatina :
  - Premier sanctuaire : inconnu ;
  - Deuxième sanctuaire : inconnu ;
  - Troisième sanctuaire : inconnu ;
  - Quatrième sanctuaire : inconnu ;
  - Cinquième sanctuaire : Germalense
  - Sixième sanctuaire : Veliense